# حزب کارگران جامائیکا
حزب کارگران جامائیکا از احزاب کمونیست این کشور بود. این حزب در ۱۷ دسامبر ۱۹۷۸ توسط تروور مونرو تأسیس شد. مونرو که فارغ‌التحصیل دانشگاه آکسفورد بود به عنوان اولین دبیر کل این حزب فعالیت می‌کرد.
این حزب به نوعی جانشین اتحادیه آزادی‌بخش کارگران بود.
حزب کارگران جامائیکا با حزب ملی خلق متحد بود. دولت حزب ملی خلق با پشتیبانی حزب کارگران روابط بهتری با کوبا برقرار کرد که باعث ناخشنودی ایالات متحده شد. پس از این‌که حزب کار جامائیکا با پشتیبانی ایالات متحده در انتخابات برنده شد، شورش‌های مسلحی از سوی حزب کارگران در مناطقی درگرفت. این شورش‌ها پس از تقاضای رهبر حزب ملی خلق پایان یافت. این حزب در ضمن سازمان جوانانی نیز داشت که عضو فدراسیون جهانی جوانان دموکرات بود. امروز این حزب از بین رفته‌است و مونرو نیز مارکسیسم را کنار گذاشته است.